# Lepteucosma
Lepteucosma är ett släkte av fjärilar. Lepteucosma ingår i familjen vecklare.
Kladogram enligt Catalogue of Life:
| Lepteucosma | \| \| Lepteucosma blanda \| \| \| \| \| \| Lepteucosma oxychrysa \| \| \| \| \| \| Lepteucosma punjabica \| \| \| \| \| \| Lepteucosma siamensis \| \| \| \| |
|             | \| \| Lepteucosma blanda \| \| \| \| \| \| Lepteucosma oxychrysa \| \| \| \| \| \| Lepteucosma punjabica \| \| \| \| \| \| Lepteucosma siamensis \| \| \| \| |
|             | Lepteucosma blanda |
|             | |
|             | Lepteucosma oxychrysa |
|             | |
|             | Lepteucosma punjabica |
|             | |
|             | Lepteucosma siamensis |
|             | |